# Список українських чоловічих імен

## А
- Авакум
- Август (Августин)
- Авксентій
- Аврам
- Аврелій
- Автоном
- Адам
- Адріян (Адріан)
- Азар
- Алевтин
- Альберт
- Амвросій
- Анастас (Анастасій)
- Анатолій
- Андрон
- Андрій (Ондрій)
- Антон (Антоній, Онтін)
- Анісій (Онісій)
- Аркадій
- Арсен (Арсеній)
- Артем
- Артур
- Архип (Орхип)
- Атанас (Опанас, Афанасій)
- Аскольд (Оскольд)
- Атрей

## Б
- Бажан
- Батко
- Біловид
- Білогост
- Біломир
- Білослав
- Білотур
- Білян
- Благовид
- Благовіст
- Благодар
- Богдан
- Богуслав
- Божан
- Божедар
- Божейко
- Божемир
- Божен
- Божко
- Бойко
- Болеслав
- Боримир
- Боримисл
- Борис
- Борислав
- Боян
- Бративой
- Братимир
- Братислав
- Братко
- Братомил
- Братослав
- Брячислав
- Боронислав
- Будивид
- Будивой
- Будимил
- Будимир
- Будислав
- Буймир
- Буйтур
- Буревій
- Буревіст

## В
- Валентин
- Валерій
- Варфоломій
- Василь
- Вадим
- Ведан
- Велемир
- Велемудр
- Велет
- Величар
- Величко
- Вербан
- Веремій
- Вернидуб
- Вернислав
- Веселан
- Витомир
- Вишата
- Вишезор
- Вишеслав
- Віктор
- Вір
- Віродан
- Віродар
- Вірослав
- Віст
- Вістан
- Віталій
- Вітан
- Вітомир
- Вітрян
- Влад
- Владислав
- Власт
- Вогнедар
- Вогнян
- Водограй
- Водотрав
- Воїслав
- Волелюб
- Володар
- Володимир
- Володислав
- Воля
- Воротислав
- Вратислав
- Вратан
- Всевлад
- Всеволод
- Вселюб
- Вселюд
- Всеслав
- Вукол (Вакула)
- В'ячеслав

## Г
- Гаврило
- Гарнослав
- Гатусил
- Гатуслав
- Геннадій
- Георгій
- Герасим
- Гервасій
- Гладко
- Гліб
- Гнат
- Годомир
- Голубко
- Горун
- Гордій
- Гордислав
- Гордогост
- Гордодум
- Гордомисл
- Гордослав
- Гордята
- Горигляд
- Горимир
- Горимисл
- Горисвіт
- Горислав
- Горицвіт
- Гостомисл
- Гострозір
- Гостята
- Градимир
- Градислав
- Гранислав
- Грива
- Григорій
- Гремислав
- Грозан
- Громовик
- Гуляйвітер
- Густомисл

## Д
- Давид
- Далемил
- Далемир
- Далібор
- Дан
- Данило
- Данко
- Дантур
- Дар
- Дарій
- Дарибог
- Даромир
- Денис
- Демид
- Дем'ян
- Держикрай
- Держислав
- Дибач
- Дивозір
- Дій
- Дмитро
- Добрибій
- Добривод
- Добрик
- Добрило
- Добриня
- Добрисвіт
- Добровіст
- Доброгост
- Добродум
- Добролик
- Добролюб
- Добромир
- Добромисл
- Доброслав
- Доморад
- Домослав
- Дорогобуг
- Дорогомир
- Дорогомисл
- Дорогосил
- Дорогочин
- Дорофій
- Домінік
- Драган
- Драгомир

## Є
- Євген
- Євгеній
- Євлампій
- Єремій
- Євстафій
- Єгор

## Ж
- Жадан
- Ждан
- Живорід
- Живосил
- Живослав
- Житомир
- Життєлюб
- Жито

## З
- Захар
- Захарій
- Збоїслав
- Зборислав
- Звенигор
- Звенимир
- Звенислав
- Здоровега
- Земислав
- Зіновій
- Зиновій
- Злат
- Златомир
- Златоус
- Златодан
- Злотан
- Злотодан
- Зорегляд
- Зоремир
- Зорепад
- Зореслав
- Зорян

## І
- Іван
- Івантослав
- Ігор
- Ізяслав
- Іларіон
- Ілля
- Іоанн

## К
- Каленик
- Квітан
- Києслав
- Кий
- Кирило
- Киян
- Кіндрат
- Княжослав
- Конон
- Корній (Корнило, Корнилій, Корнелій)
- Колодар
- Колодій
- Красун
- Крилач
- Куйбіда
- Курило
- Костянтин
- Кузьма

## Л
- Лаврін (Лаврентій)
- Лад (Ладо)
- Ладимир
- Ладислав
- Ладолюб
- Ладомир
- Лев
- Левко
- Леонід
- Листвич
- Ліпослав
- Лоліт
- Лук'ян
- Любим
- Любовир
- Любодар
- Любозар
- Любомил
- Любомир
- Любомисл
- Любомудр
- Любослав
- Людомил
- Людислав
- Лютобор
- Лютомисл
- Лука

## М
- Маврикій
- Магадар
- Магамир
- Магаслав
- Маркіян
- Май
- Макар
- Максим
- Малик
- Маломир
- Марко
- Мартин
- Мар'ян
- Матвій
- Медомир
- Межамир
- Мечислав
- Мизамир
- Микита
- Микола
- Милан
- Милован
- Милодар
- Милодух
- Милослав
- Мир
- Миробог
- Мирогост
- Миролюб
- Мирон
- Мирослав
- Михайло
- Мовчан
- Молибог
- Мстибог
- Мстивой
- Мстислав
- Мудролюб
- Мусій
- Муховіст

## Н
- Нагнибіда
- Надій
- Найден
- Наслав
- Недан
- Немир
- Нестор
- Непобор
- Нігослав
- Назарій
- Никифор (Ничипір)
- Никодим

## О
- Остромисл
- Одинець
- Олег
- Олександр
- Олексій
- Олесь
- Олелько
- Омелян
- Онуфрій
- Орест
- Осемрит
- Оремів
- Оримир
- Осмомисл
- Остап
- Острозор
- Остромир
- Остромов
- Охрім
- Олекса

## П
- Павло
- Палац
- Пантелеймон
- Панас
- Первушко
- Перелюб
- Перемил
- Перемисл
- Пересвіт
- Переяслав
- Першик
- Петро
- Пилип
- Пимен (Пимін, Пимон)
- Подолян
- Позвізд
- Полель
- Полян
- Пор
- Порфир
- Потап
- Пребислав
- Предислав

- П'єр

## Р
- Рава
- Рад (Радан)
- Радечко
- Радивой
- Радило
- Радим
- Радимир
- Радослав
- Радко
- Радован
- Радогост
- Радомир
- Радомисл
- Радослав
- Ратибор
- Ратимир
- Ратислав
- Рафаїл
- Ревун
- Рід
- Рогволод
- Родан
- Родіон
- Родослав
- Рожден
- Роксолан
- Роман
- Ростислав
- Ростичар
- Ростун
- Рудан
- Рус (Русан)
- Руслан
- Русудан

## С
- Сармат
- Сварг
- Свирид
- Світ (Світан)
- Світлан
- Світлогор
- Світогор
- Світовид
- Світодар
- Світозар
- Світокол
- Світолик
- Світолюб
- Світомир
- Світослав
- Світояр
- Свободан
- Святовид
- Святогор
- Святолюб
- Святополк
- Святослав
- Святояр
- Северин
- Семен
- Семибор
- Семирад
- Серафим
- Сергій
- Сердитко
- Сила (Силан)
- Силолюб
- Силослав
- Синьоок
- Скол
- Слава
- Славобор
- Славолюб
- Славомир
- Славута
- Снага
- Сніжан
- Сновид
- Снозір
- Собібор
- Собімир
- Собіслав
- Сокіл
- Соловей
- Сологуб
- Солопій — ім'я неясного походження. Б. Грінченко припускає в своєму «Словарі» (втім, без певності), що це може бути народною формою імені Соломон[1].
- Сонцевид
- Сонцедар
- Сонцелик
- Спас
- Станимир
- Станислав
- Стародум
- Степан
- Стефаній
- Стожар
- Стоймир
- Стоян
- Судивой
- Судимир
- Судислав
- Сурма

## Т
- Тарас
- Татомир
- Тарослав
- Таросик
- Твердигост
- Твердислав
- Творилад
- Творимир
- Творислав
- Теодозій
- Теодор
- Терентій
- Тімох
- Тимофій
- Тиміш
- Тимур
- Тихомир
- Тихон
- Тодось
- Толигнів
- Толислав
- Тригост
- Троян
- Триріг
- Тур
- Турбог
- Турбрід

## У
- Улас
- Уличан
- Ус
- Устим

## Ф
- Флор (Фрол)
- Федір
- Фауст

## Х
- Харитон
- Хвала
- Хвалибог
- Хвалимир
- Ходота
- Хорив
- Хорошко
- Хотибор
- Хотимир
- Хотян
- Хранимир
- Христофор
- Худан

## Ц
- Царко
- Цвітан
- Царук

## Ч
- Чара
- Чернин
- Чеслав
- Чесмил
- Честислав

## Щ
- Щастибог
- Щастислав
- Щедрогост
- Щек

## Ю
- Юліан
- Юлій
- Юрій
- Юхим

## Я
- Явір
- Яволод
- Яків
- Ян
- Яр
- Ярема
- Ярило
- Яровид
- Яровит
- Яромил
- Яромир
- Яромисл
- Ярополк
- Яросвіт
- Ярослав
- Ярош
- Яртур
- Ярчик
- Ясен
- Ясновид
- Ясногор
- Яснозір
- Яснолик